# ヘンリー・パターソン
ヘンリー・パターソン（1990年度生まれ、Henry Paterson）は、オーストラリアのラグビー選手。

## プロフィール
- オーストラリア出身[1]。
- ポジションはフランカー(FL)。
- 身長 186cm、体重 88kg

## 略歴
2021年、東京五輪の7人制オーストラリア代表に選ばれた。
2024年、パリ五輪の7人制オーストラリア代表に選ばれた。